# Lech Wałęsa

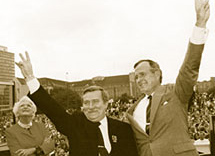
Lech Wałęsa en George H.W. Bush (Warschau, 1990).

Lech Wałęsa (uitspraakⓘ [ˈlɛx vaˈwɛ̃sa]) (Popowo, 29 september 1943) is een Pools politicus, oud-vakbondsleider, ex-president en Nobelprijswinnaar voor de Vrede.

## Biografie
Wałęsa werd in volle oorlogstijd geboren in Popowo in Polen. Hij werkte lange tijd als elektromonteur op de Lenin-werf in Gdańsk. Hij richtte in het communistische Polen de onafhankelijke vakbond Solidarność (Pools voor solidariteit) op. In Polen bestond echter, net als in de Sovjet-Unie en andere communistische landen, geen vrijheid van organisatie van werknemers. De staat is immers al in handen van de arbeiders, de bedrijven ook, zo was de gedachtegang. Men kan toch niet tegen zichzelf staken?
Wałęsa werd dan ook ontslagen na eerdere stakingen in 1976. Deze waren met grof geweld onderdrukt, waarbij doden waren gevallen. In 1980 koos het regime voor onderhandelingen.
Delegatieleiders waren premier Jagielski en Lech Wałęsa. Op 31 augustus sloten zij een historisch akkoord. Voor het eerst werd in een Oostblokland een onafhankelijk vakverbond erkend door de regering. Solidarność kreeg zelfs beperkte toegang tot radio en televisie.
In december 1981 riep de nieuwe premier generaal Jaruzelski de staat van beleg uit. Vooraanstaande leiders van het KOR en Solidariteit, onder wie Wałęsa, werden gearresteerd. Tot 12 november 1982 zat Lech Wałęsa gevangen. Toen hij vrijkwam, werd zijn vakverbond weer verboden. En ook na de opheffing van het oorlogsrecht in juli 1983 werd hij overal gevolgd door de geheime politie.
Wałęsa kreeg voor zijn vreedzame inzet voor de Poolse werkers in 1983 de Nobelprijs voor de Vrede. Zijn vrouw reisde naar Oslo om de prijs in ontvangst te nemen. In 1989 ontving hij de Europese Mensenrechtenprijs van de Raad van Europa.
Na een nieuwe ronde van stakingen in 1988 werden Wałęsa en de zijnen door de regering uitgenodigd voor een rondetafelconferentie. Voorjaar 1989 kwam een akkoord tot stand dat tot een deling van de macht moest leiden. Bij te houden verkiezingen behielden de communistische partij en haar bondgenoten de meerderheid in de Sejm, het Poolse parlement. Maar er werd een vrij te kiezen senaat in het leven geroepen en in die senaat gingen alle zetels naar Solidarność.
In 1990 werd Wałęsa bij de eerste directe presidentsverkiezingen sinds de omwenteling gekozen tot president van Polen.
Na zijn verkiezing liet Wałęsa de president van de Poolse regering die sinds 1940 in ballingschap in Londen verbleef, Ryszard Kaczorowski, naar Warschau komen waar deze als het wettig Pools staatshoofd werd ontvangen. Ryszard Kaczorowski droeg de macht aan Lech Wałęsa over, de aftredende president Jaruzelski werd niet gevraagd om daarbij aanwezig te zijn. Zo distantieerde Polen zich van de regering die het na de oorlog door Moskou was opgedrongen. Als president herstelde Wałęsa een aantal symbolen van het Poolse presidentschap zoals dat voor 1940 had bestaan. De Presidentiële Garde kreeg de oude uniformen terug en Wałęsa gebruikte het oude wapen en het oude zegel.
Zijn ambtstermijn werd gekenmerkt door een succesvolle transitie van een centraal geleide economie naar markteconomie, volgens een plan van minister van financiën Leszek Balcerowicz en premier Tadeusz Mazowiecki. Polen was daardoor het eerste land van het voormalige Oostblok dat zijn negatieve economische groei omboog in een sterke positieve groei. Zijn enigszins onorthodoxe stijl als president en de problemen die deze omvorming van de Poolse economie met zich meebracht, waaronder een hoge werkloosheid, maakten Wałęsa echter weinig populair bij de meeste kiezers. Buitenlandse investeerders en de meeste macro-economen waren echter zeer te spreken over Wałęsa's economische politiek. Wałęsa (en Balcerowicz) hadden ook te kampen met tegenwerking van coalitiepartijen die geen hardere maatregelen wilden. Hij trachtte zich keer op keer te redden door het ontslaan van regeringen, waardoor Polen zeer instabiel werd.
Binnenslands was zijn populariteit tegen het eind van zijn termijn zo ver gedaald, dat hij de verkiezingen van 1995 verloor van de "postcommunist" Aleksander Kwaśniewski. In 2006 verliet hij Solidarność vanwege de steun die zijn oude bond gaf aan de nieuwe president Lech Kaczyński.
Eind juni 2017 bevestigde het IPN (Pools instituut voor nationale herdenking) de geruchten over Wałęsa's betrokkenheid als informant van de Służba Bezpieczeństwa (Poolse geheime politie), gedurende ten minste de jaren 1970 tot 1976, waarbij hij onder de codenaam "Bolek" actief was.
- Bibsys: 90133892
- Biblioteca Nacional de España: XX917110
- Bibliothèque nationale de France: cb12046249m (data)
- Catàleg d'autoritats de noms i títols de Catalunya: 981058523794806706
- CiNii: DA02602762
- Gemeinsame Normdatei: 118628704
- International Standard Name Identifier: 0000 0001 2147 5062
- Library of Congress Control Number: n81039335
- Nationale Bibliotheek van Letland: 000281308
- MusicBrainz: b31ea845-7be0-41b4-bc8b-d07fd8889902
- National Archives and Records Administration: 10568037
- Bibliotheek van het Japanse parlement: 00476706
- Nationale Bibliotheek van Tsjechië: jn20030305007
- Nationale bibliotheek van Australië: 36204766
- Nationale Bibliotheek van Israël: 987007274351005171
- Nationale Bibliotheek van Polen: a0000001179504
- Nationale en Universitaire bibliotheek Zagreb: 000199630
- Nederlandse Thesaurus van Auteursnamen: 068865430
- Istituto Centrale per il Catalogo Unico: CFIV060964
- LIBRIS: 101112
- SNAC: w6ds97wf
- Système universitaire de documentation: 028676149
- Trove: 1228916
- Virtual International Authority File: 109834327
- WorldCat: E39PBJpdTXGtFCKP46r4Q6mrv3

1901: Dunant, Passy ·
1902: Ducommun, Gobat ·
1903: Cremer ·
1904: Institut de Droit International ·
1905: Von Suttner ·
1906: Roosevelt ·
1907: Moneta, Renault ·
1908: Arnoldson, Bajer ·
1909: Beernaert, Balluet d'Estournelles de Constant ·
1910: IPB ·
1911: Asser, Fried ·
1912: Root ·
1913: La Fontaine ·
1917: ICRC ·
1919: Wilson ·
1920: Bourgeois ·
1921: Branting, Lange ·
1922: Nansen ·
1925: Chamberlain, Dawes ·
1926: Briand, Stresemann ·
1927: Buisson, Quidde ·
1929: Kellogg ·
1930: Söderblom ·
1931: Addams, Butler ·
1933: Angell ·
1934: Henderson ·
1935: Von Ossietzky ·
1936: Lamas ·
1937: Cecil ·
1938: Office international Nansen pour les réfugiés ·
1944: ICRC ·
1945: Hull ·
1946: Balch, Mott ·
1947: Friends Service Council, American Friends Service Committee ·
1949: Orr ·
1950: Bunche ·
1951: Jouhaux ·
1952: Schweitzer ·
1953: Marshall ·
1954: Hoog Commissariaat voor de Vluchtelingen (UNHCR) ·
1957: Pearson ·
1958: Pire ·
1959: Noel-Baker ·
1960: Luthuli ·
1961: Hammarskjöld ·
1962: Pauling ·
1963: ICRC, IFRC ·
1964: King ·
1965: UNICEF ·
1968: Cassin ·
1969: Internationale Arbeidsorganisatie ·
1970: Borlaug ·
1971: Brandt ·
1973: Kissinger, Lê Đức Thọ ·
1974: MacBride, Satō ·
1975: Sacharov ·
1976: Williams, Corrigan ·
1977: Amnesty International ·
1978: Sadat, Begin ·
1979: Moeder Teresa ·
1980: Esquivel ·
1981: Hoog Commissariaat voor de Vluchtelingen (UNHCR) ·
1982: Myrdal, Robles ·
1983: Wałęsa ·
1984: Tutu ·
1985: IPPNW ·
1986: Wiesel ·
1987: Arias ·
1988: VN-vredesmacht ·
1989: Gyatso ·
1990: Gorbatsjov ·
1991: Suu Kyi ·
1992: Menchú ·
1993: Mandela, De Klerk ·
1994: Arafat, Peres, Rabin ·
1995: Rotblat, Pugwash Conferences on Science and World Affairs ·
1996: Ximenes Belo, Ramos-Horta ·
1997: ICBL, Williams ·
1998: Hume, Trimble ·
1999: AzG ·
2000: Dae-jung ·
2001: VN, Annan ·
2002: Carter ·
2003: Ebadi ·
2004: Maathai ·
2005: IAEA, El-Baradei ·
2006: Grameen Bank, Yunus ·
2007: Gore, IPCC ·
2008: Ahtisaari ·
2009: Obama ·
2010: Liu ·
2011: Johnson Sirleaf, Gbowee, Karman ·
2012: Europese Unie ·
2013: OPCW ·
2014: Satyarthi, Yousafzai ·
2015: Kwartet voor Nationale Dialoog in Tunesië ·
2016: Santos ·
2017: ICAN ·
2018: Mukwege, Murad Basee ·
2019: Ahmed ·
2020: Wereldvoedselprogramma ·
2021: Ressa, Moeratov ·
2022: Bjaljazki, Memorial, Centrum voor Burgerlijke Vrijheden ·
2023: Mohammadi ·
2024: Nihon Hidankyo